# Ortiguera
Ortiguera (oficialmente y en eonaviego Ortigueira) es un lugar perteneciente a la parroquia de Mohías, en el concejo de Coaña, comarca de Eo-Navia, Principado de Asturias, España.
Su población es de 500 habitantes.

## Descripción
La población de Ortiguera nació debido a la actividad pesquera del occidente asturiano en la Edad Media, enclavada en una bahía natural. Utilizando una peña como puerto, era común la caza de ballenas y la pesca de langostas. Posteriormente se construyó el puerto, conocido como El Ribeiro.
El pueblo se divide en la zona del puerto y un área más elevada donde se encuentran los dos faros del cabo San Agustín (uno más antiguo, con una válvula solar, y otro moderno), la capilla del mismo nombre del siglo XVII (sobre otra anterior) y el palacio indiano de la Quinta Jardón, con jardines de estilo francés. Cerca se encuentra la iglesia de San Martín de Mohías.